# Открой глаза (телесериал, 2021)
«Открой глаза» (пол. Otwórz oczy) — польский мистический сериал, созданный Netflix по книге «Второй шанс» (пол. Druga szansa) Катажины Береники Мищук.

## Сюжет
Молодая девушка просыпается в терапевтическом центре лечения амнезии после ужасного несчастного случая, в результате которого погибла её семья. Девушка почти ничего не помнит, даже своего имени. Может, Каролина? Кто такая Каролина? Каждое её утро начинается с аудиозаписи того, что она вспомнила ранее. Она начинает завязывать связи с другими пациентами центра, у которых похожие проблемы с памятью. Один из них — Адам, в разговоре с которым она вспоминает своё имя — Юлия. Адам показывает ей окрестности. Доктор Зофья говорит, что «Второй шанс» лучший терапевтический центр, и поэтому сюда попадают самые сложные пациенты. Восстановление памяти происходит через тренинг талантов, которыми обладают все пациенты, кроме Адама. Юлии начинают сниться странные сны и видения, и постепенно она начинает сомневаться в том, где она находится. Юлия пытается сбежать из учреждения, пытаясь узнать правду: этот мир не такой, каким кажется.

## В ролях
- Мария Вавренюк — Юлия
- Марта Нерадкевич — доктор Зофья Морульска
- Марцин Чарник — Пётр